# Dendrophoma eumorpha
Dendrophoma eumorpha är en svampart som beskrevs av Sacc. & Penz. 1882. Dendrophoma eumorpha ingår i släktet Dendrophoma, ordningen kolkärnsvampar, klassen Sordariomycetes, divisionen sporsäcksvampar och riket svampar.   Inga underarter finns listade i Catalogue of Life.